# Moldovai Mihály
Moldovai Mihály 16. század második felében élt vándorlantos.

## Élete
Összesen két verse maradt fenn, az Állapatomat jelentem és a Boldog ember kezdetű, amelyekben az életéről ír.
Kőművesmester volt Erdélyben, de betegség miatt abbahagyta. Kassán fazekasságot tanult, onnan Tokajba ment. Katonának állt Kolozspatán, ám ott kifosztotta egy csapláros. Kolozsváron búzával akart kereskedni, de igen nagy volt az ára. Vagyonát elkártyázta, egy időben koldult is.
Sok vidéket bejárhatott még, mert az Állapatomat jelentem keletkezési helyének Moldovát, Kolozsvárt, Simándot, Egert és Tokajt jelöli meg. A Boldog Embert 1587-ben írta, verseit Szilády Áron tette közzé először a Régi Magyar Költők Tárában. Később Weöres Sándor népszerűsítette azokat.